# Criminal Law
Criminal Law es una película dirigida por Martin Campbell, estrenada en 1989 y conocida en España como Ley criminal.

## Trama
Gary Oldman interpreta a un abogado que defiende a un acusado de asesinato, pero poco después de que haya ganado el juicio descubre que es culpable.

## Recepción
La película recibió un 38% de aprobación en Rotten Tomatoes. Roger Ebert le dio dos estrellas sobre cuatro.

## Reparto
- Gary Oldman: Ben Chase.
- Kevin Bacon: Martin Thiel.
- Tess Harper: Detective Stillwell.
- Karen Young: Ellen Faulkner.
- Joe Don Baker: Detective Mesel.
- Sean McCann: Jacob Fischer.
- Ron Lea: Gary Hull.
- Michael Sinelnikoff: Profesor Clemtes.
- Elizabeth Shepherd: Dr. Thiel